# Surrey Heath (circonscription du Parlement britannique)
Circonscription parlementaire de la Chambre des communes
La circonscription de Surrey Heath est une circonscription parlementaire britannique située dans le Surrey.
Elle a été créée en 1997 à partir de l'ancienne circonscription de North West Surrey. Depuis 2005, elle est représentée à la Chambre des communes du Parlement britannique par Michael Gove, du Parti conservateur.

## Members of Parliament
| Élection | Élection | Membre       | Membre | Parti        |
| -------- | -------- | ------------ | ------ | ------------ |
|          | 1997     | Nick Hawkins |        | Conservateur |
|          | 2005     | Michael Gove |        | Conservateur |

## Élections

### Élections dans les années 2010
| Parti         | Parti                | Candidat             | Voix   | %    | ±    |
| ------------- | -------------------- | -------------------- | ------ | ---- | ---- |
|               | Conservateur         | Michael Gove         | 34,358 | 58,6 | 5.6  |
|               | Libéral Démocrate    | Alasdair Pinkerton   | 16,009 | 27,3 | 16.4 |
|               | Travailliste         | Brahma Mohanty       | 5,407  | 9,2  | 11.8 |
|               | Green                | Sharon Galliford     | 2,252  | 3,8  | 0.1  |
|               | UKIP                 | David Roe            | 628    | 1,1  | N/A  |
| Majorité      | Majorité             | Majorité             | 18,349 | 31,3 | 11.8 |
| Participation | Participation        | Participation        | 58,654 | 72,1 | 0.5  |
|               | Conservateur retenir | Conservateur retenir | Swing  | 11.0 |      |

| Parti         | Parti                | Candidat             | Voix   | %    | ±   |
| ------------- | -------------------- | -------------------- | ------ | ---- | --- |
|               | Conservateur         | Michael Gove         | 37,118 | 64,2 | 4.3 |
|               | Travailliste         | Laween Atroshi       | 12,175 | 21,1 | 9.8 |
|               | Libéral Démocrate    | Ann-Marie Barker     | 6,271  | 10,8 | 1.8 |
|               | Green                | Sharon Galliford     | 2,258  | 3,9  | 0.5 |
| Majorité      | Majorité             | Majorité             | 24,943 | 43,1 | 2.5 |
| Participation | Participation        | Participation        | 57,822 | 71,6 | 3.1 |
|               | Conservateur retenir | Conservateur retenir | Swing  | 2.8  |     |

| Parti         | Parti                | Candidat              | Voix   | %    | ±    |
| ------------- | -------------------- | --------------------- | ------ | ---- | ---- |
|               | Conservateur         | Michael Gove          | 32,582 | 59,9 | 2.2  |
|               | UKIP                 | Paul Chapman          | 7,778  | 14,3 | 8.0  |
|               | Travailliste         | Laween Atroshi        | 6,100  | 11,2 | 1.0  |
|               | Libéral Démocrate    | Ann-Marie Barker      | 4,937  | 9,1  | 16.8 |
|               | Green                | Kimberley Lawson      | 2,400  | 4,4  | N/A  |
|               | Christian            | Juliana Brimicombe    | 361    | 0,7  | N/A  |
|               | Indépendant          | Bob and Roberta Smith | 273    | 0,5  | N/A  |
| Majorité      | Majorité             | Majorité              | 24,804 | 45,6 | 13.8 |
| Participation | Participation        | Participation         | 54,431 | 68,5 | 1.5  |
|               | Conservateur retenir | Conservateur retenir  | Swing  |      |      |

| Parti         | Parti                | Candidat             | Voix   | %    | ±   |
| ------------- | -------------------- | -------------------- | ------ | ---- | --- |
|               | Conservateur         | Michael Gove         | 31,326 | 57,6 | 6.1 |
|               | Libéral Démocrate    | Alan Hilliar         | 14,037 | 25,8 | 3.0 |
|               | Travailliste         | Matt Willey          | 5,552  | 10,2 | 6.5 |
|               | UKIP                 | Mark Stroud          | 3,432  | 6,3  | 3.3 |
| Majorité      | Majorité             | Majorité             | 17,289 | 31,8 | 9.1 |
| Participation | Participation        | Participation        | 54,347 | 70,0 | 7.1 |
|               | Conservateur retenir | Conservateur retenir | Swing  | 4.5  |     |

### Élections dans les années 2000
| Parti         | Parti                | Candidat             | Voix   | %    | ±   |
| ------------- | -------------------- | -------------------- | ------ | ---- | --- |
|               | Conservateur         | Michael Gove         | 24,642 | 51,5 | 1.8 |
|               | Libéral Démocrate    | Rosalyn Harper       | 13,797 | 28,8 | 3.1 |
|               | Travailliste         | Chris Lowe           | 7,989  | 16,7 | 4.7 |
|               | UKIP                 | Steve Smith          | 1,430  | 3,0  | 0.3 |
| Majorité      | Majorité             | Majorité             | 10,845 | 22,7 | 1.3 |
| Participation | Participation        | Participation        | 47,858 | 62,9 | 3.4 |
|               | Conservateur retenir | Conservateur retenir | Swing  | 0.7  |     |

| Parti         | Parti                | Candidat             | Voix   | %    | ±    |
| ------------- | -------------------- | -------------------- | ------ | ---- | ---- |
|               | Conservateur         | Nick Hawkins         | 22,401 | 49,7 | 1.9  |
|               | Libéral Démocrate    | Mark Lelliott        | 11,582 | 25,7 | 3.9  |
|               | Travailliste         | James Norman         | 9,640  | 21,4 | 0.3  |
|               | UKIP                 | Nigel Hunt           | 1,479  | 3,3  | 2.1  |
| Majorité      | Majorité             | Majorité             | 10,819 | 24,0 | 5.8  |
| Participation | Participation        | Participation        | 45,102 | 59,5 | 14.7 |
|               | Conservateur retenir | Conservateur retenir | Swing  |      |      |

### Élections dans les années 1990
| Parti         | Parti                                  | Candidat       | Voix   | %    | ±   |
| ------------- | -------------------------------------- | -------------- | ------ | ---- | --- |
|               | Conservateur                           | Nick Hawkins   | 28,231 | 51,6 | N/A |
|               | Libéral Démocrate                      | David Newman   | 11,944 | 21,8 | N/A |
|               | Travailliste                           | Susan Jones    | 11,511 | 21,0 | N/A |
|               | Référendum                             | John Gale      | 2,385  | 4,4  | N/A |
|               | UKIP                                   | Richard Squire | 653    | 1,2  | N/A |
| Majorité      | Majorité                               | Majorité       | 16,287 | 29,8 | N/A |
| Participation | Participation                          | Participation  | 54,724 | 74,1 | N/A |
|               | Conservateur vainqueur (nouveau siège) |                |        |      |     |

## Sources
- Résultats élections, 2010 (BBC)
- Résultats élections, 2005 (BBC)
- Résultats élections, 1997 - 2001 (BBC)
- Résultats élections, 1997 - 2001 (Election Demon)
- Résultats élections, 1997 - 2010 (Guardian)